# Arthrostylidium simpliciusculum
Arthrostylidium simpliciusculum är en gräsart som först beskrevs av Pilg., och fick sitt nu gällande namn av Mcclure. Arthrostylidium simpliciusculum ingår i släktet Arthrostylidium och familjen gräs. Inga underarter finns listade i Catalogue of Life.